# Artur Tawkazachow
Artur Kazbiekowicz Tawkazachow (ros. Артур Казбекович Тавказахов, ur. 30 czerwca 1976) – rosyjski, a następnie uzbecki zapaśnik w stylu wolnym. Olimpijczyk z Aten 2004, gdzie zajął trzynaste miejsce w kategorii 66 kg.
Dwudzieste drugie miejsce na mistrzostwach świata w 2003. Złoto na wojskowych igrzyskach w 1999 i mistrzostwach świata z 2001 roku.